# Kathedrale von León

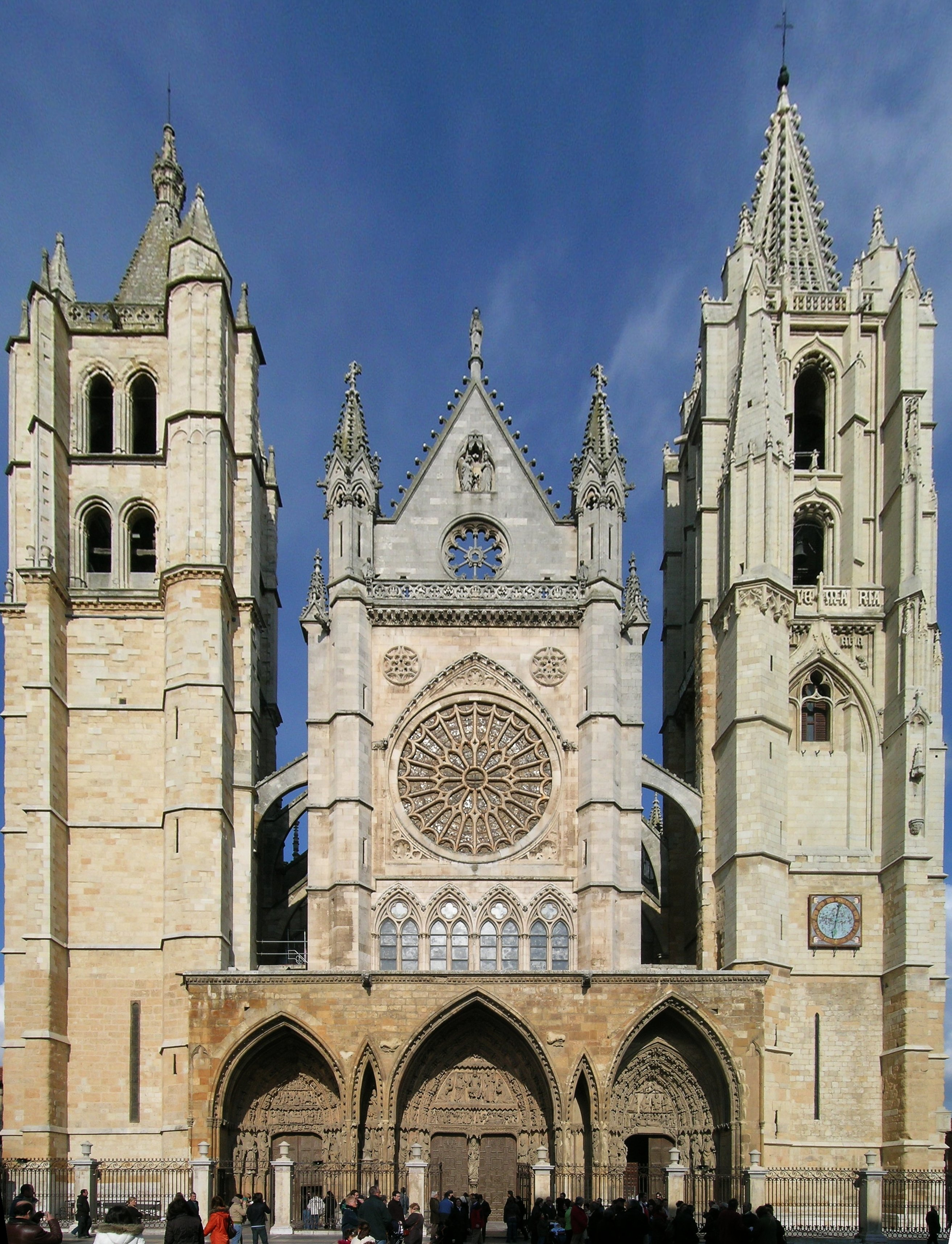
Fassade mit Dreiportalanlage

Die gotische Kathedrale Santa María de Regla von León ist die Bischofskirche des Bistums León und befindet sich im Nordwesten Spaniens am Jakobsweg nach Santiago de Compostela. Sie besitzt noch einen großen Teil der Glasfenster aus dem Mittelalter.

## Geschichte
Die Hauptbauzeit der ca. 90 m langen und 30 m breiten Kathedrale liegt zwischen den Jahren 1255 (oder kurz vor 1255) und 1302 (oder 1303; fast vollendet, aber ohne Türme). Seitdem im Jahr 1254 Martín Fernandez zum Bischof ernannt wurde, ist in den schriftlichen Quellen häufiger von einer „neuen Kirche“ die Rede.
Erster Baumeister war offenbar der „Meister Enrique“, der zuvor zwischen 1243 und 1260 das Querschiff und das Langhaus der Kathedrale von Burgos erbaut hatte (auch ein Spanier namens Juan Pérez wird erwähnt). „Meister Enrique“ hatte von 1255 bis 1277 die Bauleitung inne. Er orientierte sich aber nicht – wie Burgos und Toledo – an der Kathedrale von Bourges, sondern an der Kathedrale von Reims. Die Erfahrungen, die „Meister Enrique“ in Burgos gemacht hatte, veranlassten ihn offensichtlich zu einem Wagemut, der sich Jahrhunderte später sehr rächte. „Er verfeinerte und reduzierte das Profil der Pfeiler und schuf ein verglastes Triforium“ (Swaan, S. 272). Später mussten viele Öffnungen zugemauert werden. In der Mitte des 19. Jahrhunderts stand das Bauwerk kurz vor dem Einsturz und musste vollständig restauriert werden. Der Neubau zog sich hin von 1859 bis 1901.
Drei Jahre nach Baubeginn war 1258 der Kapellenkranz im Bau. Im Jahr 1302 wurden die Arbeiten offenbar eingestellt, wahrscheinlich wegen finanzieller Probleme. Hier mag auch der Grund liegen für das vergleichsweise kurze Langhaus von lediglich fünf Jochen, für die Turmlosigkeit des Querhauses und für die eigenartige Fassadenkonstruktion. Die oberen Teile der Kathedrale wurden erst im Jahr 1439 fertiggestellt. Die technische Ausführung des Bauwerkes war eher bescheiden, deswegen wurde im 19. Jahrhundert eine gründliche Restaurierung notwendig.

## Architektur

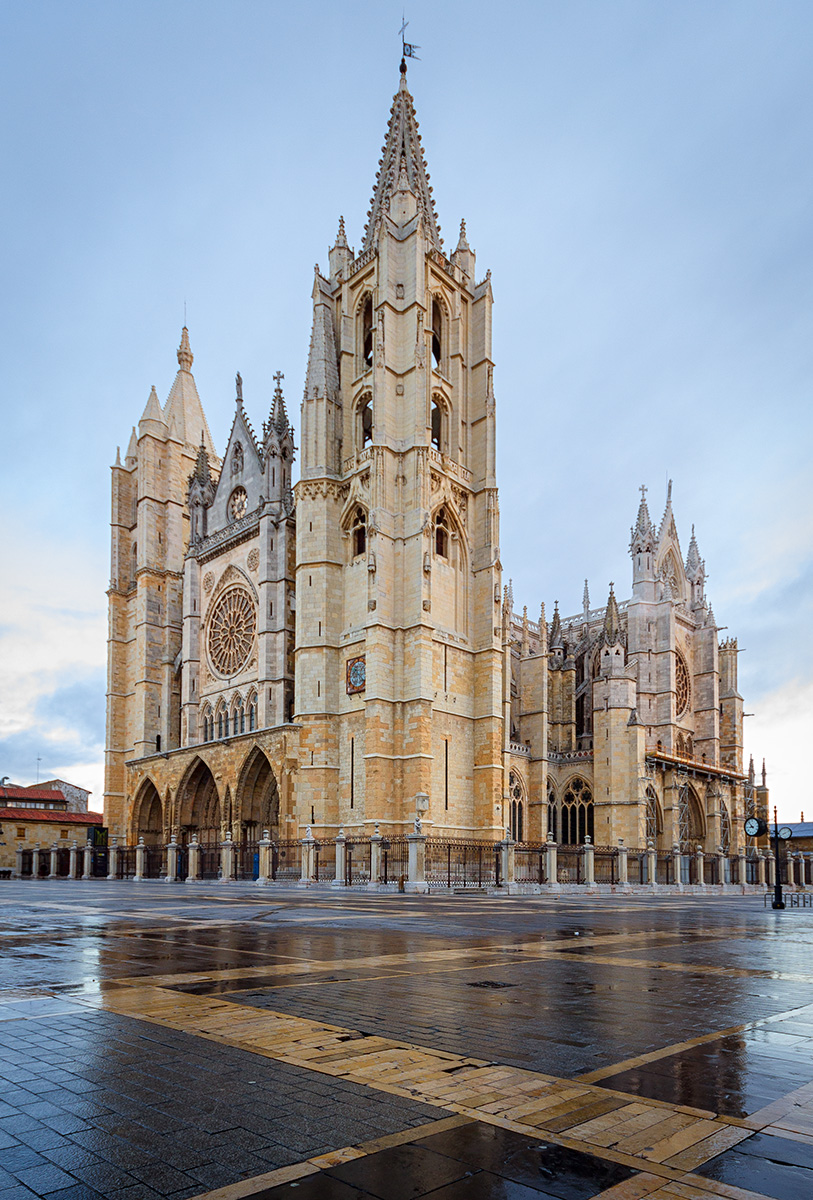
Gesamtbild der Kathedrale

Der Grundriss lässt die deutliche Orientierung an der Kathedrale von Reims erkennen. Das dreischiffige Langhaus geht über ein dreischiffiges Querhaus in eine fünfschiffige Choranlage über, bzw. in einen Chor mit Umgang und Kapellenkranz, bestehend aus fünf identischen Kapellen. Die Einheitlichkeit der Choranlage wird durch gleiche Gewölbe unterstrichen.
León wird als die am stärksten französische aller spanischen Kathedralen bezeichnet (Wilckens, S. 120). Das zeigt sich an den hohen Proportionen des Innenraums, an der weitgehenden Auflösung der Wände mit verglastem Triforium und in den reichen sechsbahnigen Maßwerkfenstern.
Das gilt allerdings nicht für die Fassade. Die beiden mächtigen 90 m hohen Ecktürme sind nur im Erdgeschoss durch die Portalanlage mit dem Langhaus verbunden. Die oberen Geschosse haben zu ihnen keine Verbindung. Außerdem stehen die Türme nicht in der Verlängerung der Seitenschiffe, sondern jeweils daneben.
„Der Bau macht den Eindruck, als folge der Außenbau einem ersten, unmittelbar von Reims angeregten Plan, während sich das Mittelschiff an jüngere Vorstellungen der Ile-de-France anschließt.“ (Erlande-Brandenburg, S. 544) Im Gegensatz zu Toledo hatte León keine Auswirkungen auf die weitere Architekturgeschichte des Landes.

## Glasfenster
Berühmt sind die Glasfenster der Kirche, die vom 13. bis zum 20. Jahrhundert von zum Teil unbekannten Meistern geschaffen wurden. Die 125 Fenster sind teils 12 m hoch und bedecken eine Fläche von ca. 1800 m². Daneben gibt es 57 Öffnungen und Rosen und drei große Rosettenfenster. Grundsätzlich ist die oberste Reihe der Fenster am besten erhalten, die Verglasung des Triforiums und der Arkaden wurde im 19. Jahrhundert ersetzt, nur einzelne Maßwerke in den Spitzbögen sind noch im Originalzustand.
Die Rosette des Westportals wurde gegen Ende des 13. Jahrhunderts fertiggestellt, die Darstellung der Jungfrau Maria und des Jesuskinds im Zentrum sowie die sie umgebenden zwölf Engel wurden im 19. Jahrhundert ergänzt. Im Langhaus stammt die Verglasung der Nordseite des Obergadens bis auf das erste und letzte Fenster aus dem 13. und 14. Jahrhundert, sie zeigt vorwiegend Propheten und Heilige. Auffällig ist das älteste, fünfte Fenster, bei dem weltliche Motive vorherrschen. Die Glasfenster der Südseite stammen aus dem 15. Jahrhundert. Dort ist nur das erste Fenster älter, aber teilweise restauriert.
Die oberen Glasfenster des Chors zählen zu den ältesten der Kathedrale und stammen durchgehend aus dem 13. Jahrhundert, bei teilweiser Restaurierung im nördlichen Teil und unübersehbar des östlichsten Fensters in der Mitte des Chors. Sie zeigen jeweils zwei Figuren von Heiligen oder Engeln übereinander. Die östlichen Fenster des Querschiffs sind nur wenig später entstanden, die westlichen Fenster im 15. Jahrhundert. Beide Rosetten des Querschiffs wurden im 19. Jahrhundert ergänzt.

## Portalanlage der Fassade
Die fünfteilige Vorhalle der Westfassade wurde von der Mitte bis zum Ende des 13. Jahrhunderts errichtet. Man orientierte sich bei der Gestaltung dieser anspruchsvollen Dreiportalanlage an dem damals bedeutendsten Vorbild, den Querhausportalen der Kathedrale von Chartres. Das Hauptportal, die Portada de le Virgén Blanca, zeigt am Trumeaupfeiler die Muttergottes, geschaffen von dem Meister, der um 1255–1260 auch die Coronería der Kathedrale von Burgos geschaffen hat. Die heutige Figur ist eine Kopie. Das Original befindet sich in der Zentralkapelle des Umgangschors.

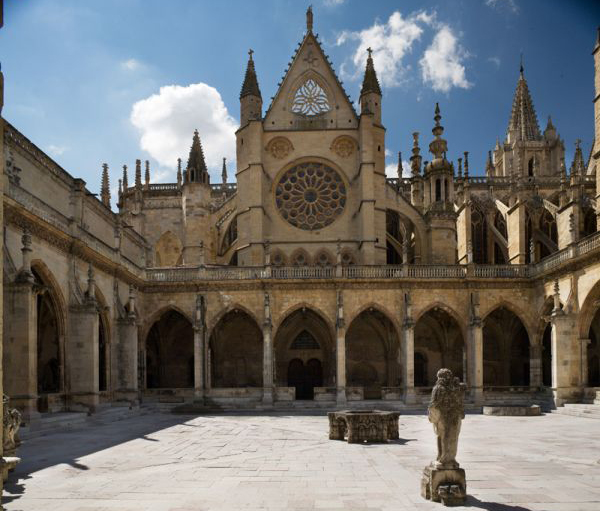
Nordseite mit Portal vom Kreuzgang aus betrachtet

Das Tympanon zeigt im Zentrum Christus als Richter des Jüngsten Gerichts. Es sind sehr tiefenräumliche Reliefs, d. h. die Figuren sind beinahe freiplastisch. Das Tympanon hat eine Höhe von 5,20 m bei einer Breite von 4,60 m. Es wird datiert auf 1270/80. Wie in Chartres sind die Figuren unter einem Vorbau geschützt, was ihren hervorragenden Erhaltungszustand erklärt. Der Türsturz zeigt in einer sehr verfeinerten Darstellung links die Glückseligkeit der Auserwählten im Sinne der kultivierten höfischen Gesellschaft.
An den Gewändefiguren zeigt sich die spanische Freude an starker Dekoration vor allem in der reichen Fältelung der Kleidung.

## Portalanlage des nördlichen Querschiffs
Errichtet um das Jahr 1300 zeigt das Tympanon die Himmelfahrt Christi. Die Figur des Christus in der Mandorla erreicht hier eine neue Monumentalität durch eine vereinfachte Stilisierung. Im Gewände stehen die Figuren der Verkündigung und der Heiligen Apostel Jakobus d. Ä., Petrus und Paulus.

## Orgel

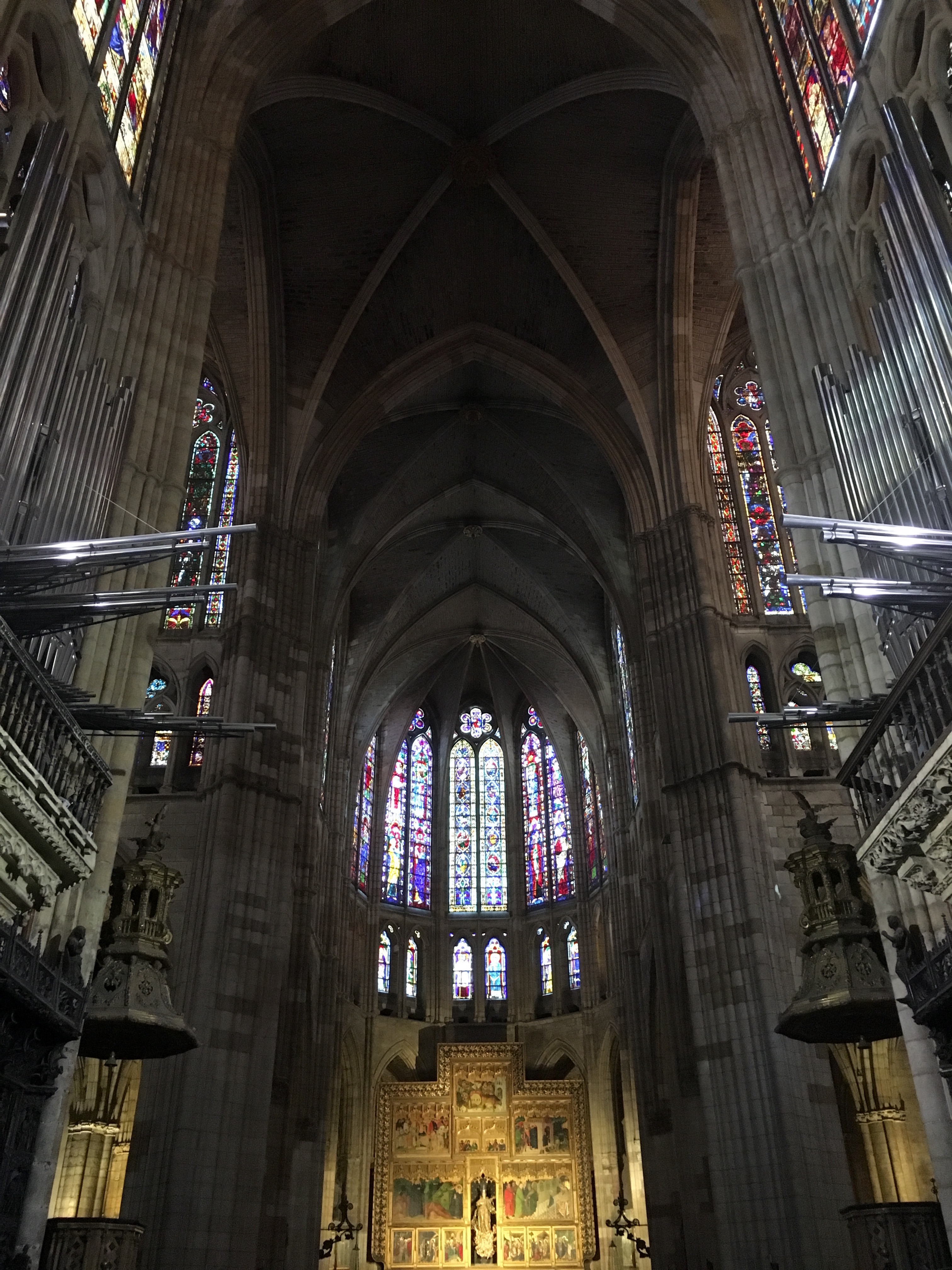
Chorraum mit Orgelprospekten

Die große Orgel wurde von der Orgelbaufirma Johannes Klais (Bonn) gebaut und am 21. September 2013 eingeweiht. Die Konzeption und Disposition stammen von dem französischen Komponisten und Organisten Jean Guillou, die Gehäuse- und Prospektgestaltung stammen von dem spanischen Künstler Paco Chamorro Pascual. Das Gesamtinstrument ist im Chorraum platziert, und zwar auf beiden Seiten des Chorraumes in den Seitennischen: Auf der Ostseite des Chores die Manualwerke I und II, jeweils nebeneinander, auf der Westseite die Sektionen des Schwellwerkes (die vom dritten Manual aus spielbar sind), jeweils nebeneinander, und davor jeweils nebeneinander das vierte und fünfte Manualwerk. Das Pedalwerk ist auf beiden Seiten untergebracht. Die Orgel hat insgesamt 64 Register (darunter elf transmittierte Register) auf fünf Manualen (sechs Einzelwerke) und Pedal. Die Spiel- und Registertrakturen sind elektrisch.
| I. Manual C–c4 |                    |        |
| 1.             | Doppelflöte        | 08′    |
| 2.             | Waldflöte          | 02′    |
| 3.             | Larigot            | 01 ⁄3′ |
| 4.             | Cymbal II          | 01′    |
| 5.             | Aliquot II         | 01 ⁄7′ |
| 6.             | Dulcian 0000000000 | 16′    |
| 7.             | Cromorne           | 08′    |
|                | Tremulant          |        |

| II. Manual C–c4 |                         |         |
| 8.              | Principal               | 16′     |
| 9.              | Principal               | 08′     |
| 10.             | Große Flöte             | 08′     |
| 11.             | Octave                  | 04′     |
| 12.             | Großnasard              | 05 1⁄3′ |
| 13.             | Große Terz              | 03 1⁄5′ |
| 14.             | Doublette               | 02′     |
| 15.             | Cornet III-V            | 02 ⁄3′  |
| 16.             | Grosse Fourniture III 0 | 04′     |
| 17.             | Plein jeu III-V         | 02 ⁄3′  |
| 18.             | Fagott                  | 16′     |
| 19.             | Trompete                | 08′     |
| 20.             | Oboe                    | 08′     |

| III Schwellwerke C–c4 |                   |         |
|                       | Sektion A         |         |
| 21.                   | Salicional        | 08′     |
| 22.                   | Unda maris        | 08′     |
| 23.                   | Flûte octaviante  | 02′     |
| 24.                   | Larigot           | 01 ⁄3′  |
| 25.                   | Rauschpfeife IV 0 | 02′     |
| 26.                   | Basson            | 16′     |
| 27.                   | Hautbois          | 08′     |
| 28.                   | Voix humaine      | 08′     |
|                       | Tremulant         |         |
|                       |                   |         |
|                       | Sektion B         |         |
| 29.                   | Principal         | 08′     |
| 30.                   | Nachthorn         | 08′     |
| 31.                   | Flûte conique     | 04′     |
| 32.                   | Carillon II-III   | 01 3⁄5′ |
| 33.                   | Trompete          | 08′     |

| IV. Manual C–c4 |                       |         |
| 34.             | Flûte majeure         | 16′     |
| 35.             | Prinzipal 00000000000 | 08′     |
| 36.             | Flûte harmonique      | 08′     |
| 37.             | Flûte octaviante      | 04′     |
| 38.             | Nazard harmonique     | 02 ⁄3′  |
| 39.             | Nachthorn             | 02′     |
| 40.             | Tierce harmonique     | 01 3⁄5′ |
| 41.             | Piccolo               | 01′     |
| 42.             | Théorbe III           | 03 1⁄5′ |
| 43.             | Bombarde              | 16′     |
| 44.             | Trompette en chamade  | 08′     |

| V. Manual C–c4 |                       |        |
| 45.            | Principal 00000000000 | 08′    |
| 46.            | Rohrflöte             | 08′    |
| 47.            | Blockflöte            | 04′    |
| 48.            | Sesquialtera II       | 02 ⁄3′ |
| 49.            | Piccolo               | 01′    |
| 50.            | Mixture III           | 01 ⁄3′ |
| 51.            | Ranquette             | 16′    |
| 52.            | Dulzaina              | 08′    |
|                | Tremulant             |        |

| Pedal C–f1 |                  |         |
| 53.        | Principal        | 16′     |
| 54.        | Flöte            | 16′     |
| 55.        | Quinte           | 10 2⁄3′ |
| 56.        | Flöte            | 08′     |
| 57.        | Flöte            | 04′     |
| 58.        | Nachthorn        | 02′     |
| 59.        | Théorbe III      | 06 2⁄5′ |
| 60.        | Hintersatz III 0 | 05 1⁄3′ |
| 61.        | Bombarde         | 16′     |
| 62.        | Fagott           | 16′     |
| 63.        | Fagott           | 08′     |
| 64.        | Schalmey         | 04′     |

- Koppeln:
  - Normalkoppeln: I/II, III/I, III/II, IV/I, IV/II, IV/III, V/II, V/III, V/IV, I/P, II/P, III/P, IV/P, V/P
  - Suboktavkoppeln: I/II, III/II, III/III, V/II, V/P
- Anmerkungen:

1. 1 2 3  Nordseite des Chores.
2. 1 2 3  Horizontalregister.
3. 1 2  Südseite des Chores.
4. ↑  Auf beiden Seiten des Chores.